# Archibracon fulvipes
Archibracon fulvipes är en stekelart som först beskrevs av Szepligeti 1913.  Archibracon fulvipes ingår i släktet Archibracon och familjen bracksteklar. Inga underarter finns listade.